# Władysław Polesiński

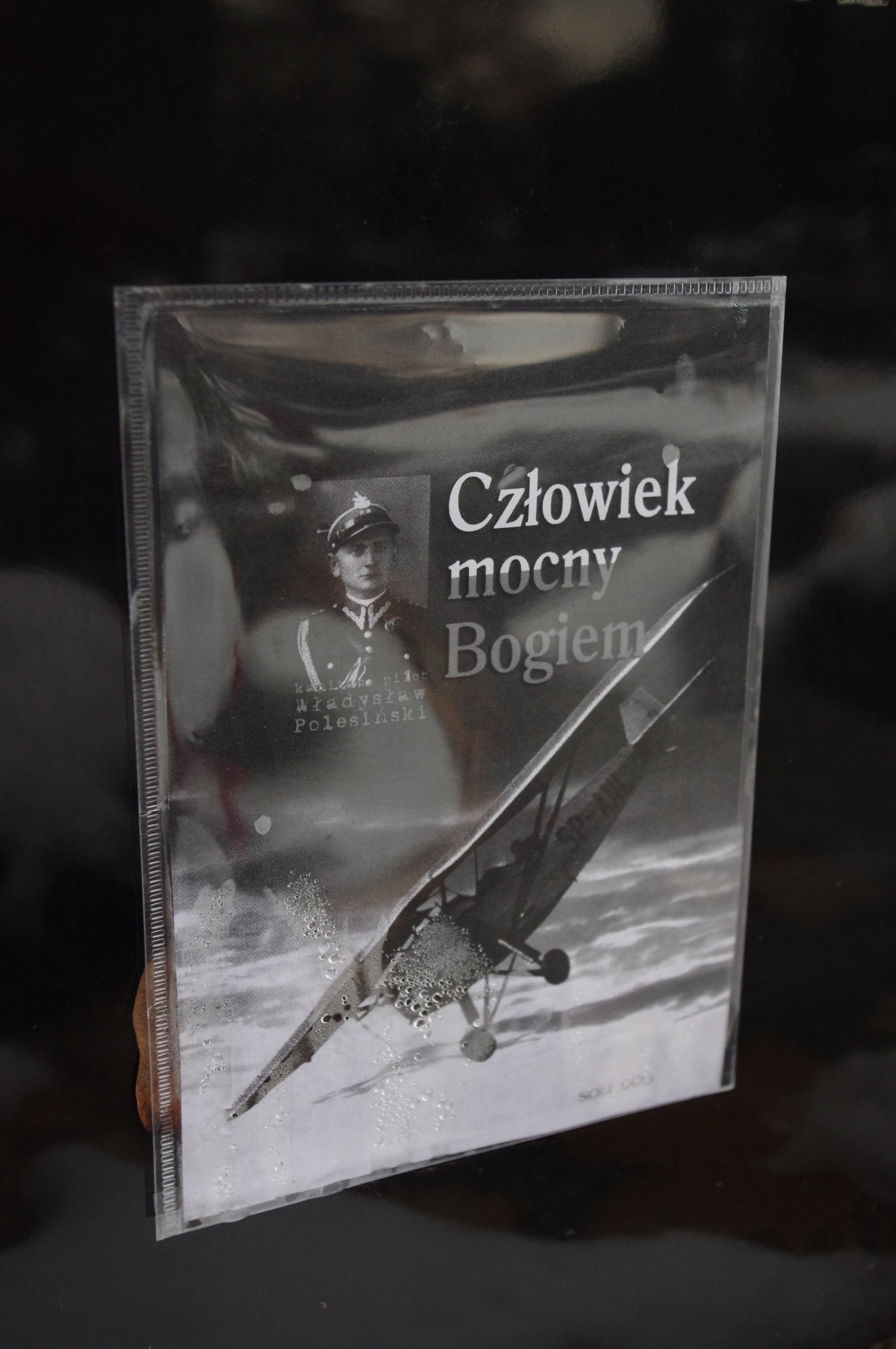
Fotografia pilota Władysława Polesińskiego na jego grobie na Cmentarzu Wilanowskim w Warszawie

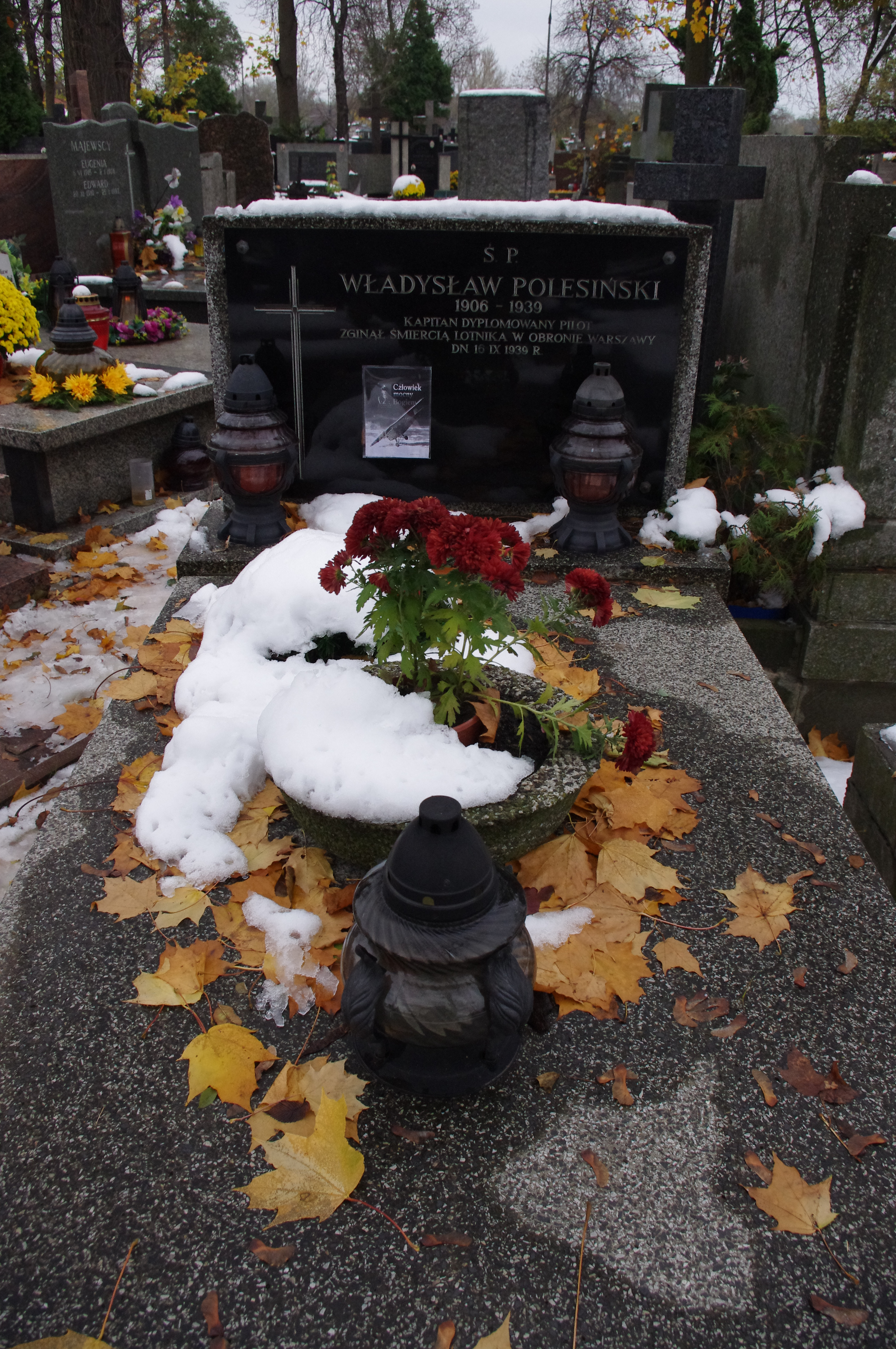
Grób pilota Władysława Polesińskiego na Cmentarzu Wilanowskim w Warszawie

Władysław Polesiński (ur. 8 września 1906 w Żelechowie, zm. prawdopodobnie we wrześniu 1939) – kapitan dyplomowany pilot Wojska Polskiego, założyciel organizacji Rycerski Zakon Krzyża i Miecza, prekursor Apelu Jasnogórskiego, uczestnik kampanii wrześniowej.

## Życiorys
Jego ojciec, Jan Polesiński, był stolarzem, matka – Paulina z Dębińskich – zmarła, kiedy syn miał 12 lat. Uczęszczał początkowo do gimnazjum w Żelechowie, udzielał się tam w harcerstwie. Następnie podjął naukę w Korpusie Kadetów Nr 2 w Modlinie, a później w Oficerskiej Szkole Lotnictwa w Dęblinie. Ukończył ją w 1927 w stopniu sierżanta podchorążego z 20. lokatą. 27 lutego 1928 został mianowany podporucznikiem ze starszeństwem z 15 lutego 1928 i 12. lokatą w korpusie oficerów lotnictwa oraz wcielony do 2 pułku lotniczego w Krakowie. W 1930 otrzymał tytuł i odznakę pilota nr 1324. 22 grudnia 1931 został awansowany do rangi porucznika ze starszeństwem z 1 stycznia 1932 i 2. lokatą w korpusie oficerów aeronautycznych. Równolegle ze służbą w pułku studiował prawo na Uniwersytecie Jagiellońskim.
W 1928 ożenił się z nauczycielką Janiną Truchlińską, z którą miał syna Władysława (ur. 1936).
Podczas lotu ćwiczebnego ze Lwowa do Krakowa w lipcu roku 1930 miały miejsce zdarzenia, które zadecydowały o jego dalszym życiu. Polesiński przy podchodzeniu do lądowania zmniejszył wysokość lotu do 200 m; wówczas silnik uległ awarii i samolot zaczął gwałtownie spadać. Maszyna, zahaczając o drzewo, spadła na ziemię. Polesiński twierdził, że po zawołaniu Jezu ratuj! usłyszał wewnętrzny głos. Wykonując jego polecenia, pilot ppor. Władysław Polesiński wraz z obserwatorem ppor. Zygfrydem Stępieniem wydostali się z samolotu, po czym nastąpił wybuch. Samolot należał do 22 eskadry 2 pułku lotniczego stacjonującego w Rakowicach (patrz IKC nr 197 z dnia 25 lipca 1930 roku). 
Miało to miejsce o godzinie 2100. Później dowiedział się, że jego żona Janina modliła się w tym czasie do Matki Bożej. Obydwoje uznali to za cud. Zdarzenie to miało miejsce we wsi Kujawy pod Krakowem (obecnie osiedle Nowej Huty). W miejscu upadku samolotu do dzisiaj stoi krzyż, a miejscowa ludność rokrocznie składa pod nim kwiaty. Pierwotny drewniany krzyż - został poświęcony przez proboszcza parafii Pleszów, w obecności por.pilota Władysława Polesińskiego. Było to w Dzień Zaduszny roku 1935. Obecnie w tym miejscu stoi krzyż betonowy z tablicą informacyjną.
Pod wpływem tego wydarzenia porucznik Polesiński stał się człowiekiem żarliwej wiary. Założył katolicką organizację Rycerski Zakon Krzyża i Miecza zrzeszającą wojskowych. Jej członkowie mieli zwyczaj codziennych modlitw o godzinie 2100. Podczas okupacji hitlerowskiej podobne działania podjęła młodzież akademicka w Warszawie pod opieką ks. Leona Cieślaka. Apel Jasnogórski został zainicjowany jako codzienna modlitwa o 2100 przez ojców Paulinów 8 grudnia 1953.
W latach 1935–1937 był słuchaczem Wyższej Szkoły Wojennej w Warszawie. W 1937 został kierownikiem referatu w Wydziale Studiów Ministerstwa Spraw Wojskowych. Na stopień kapitana został mianowany ze starszeństwem z 19 marca 1939 i 27. lokatą w korpusie oficerów lotnictwa, grupa liniowa. W marcu 1939 pełnił służbę w 1 pułku lotniczego w Warszawie na stanowisku dowódcy 16 eskadry towarzyszącej.
W latach 1938–1939 Władysław Polesiński był zaangażowany w działalność społeczną i propagandową. Krzewił idę mocnego człowieka. Był to w jego zamyśle obywatel o silnej woli, zdolny do natychmiastowych ofiar dla Boga i Ojczyzny. Pragnął przywrócić ideał rycerza-żołnierza, który łączył wiarę z patriotyzmem. Publikował artykuły w prasie (Polska Zbrojna), głosił pogadanki w Polskim Radiu i wygłaszał prelekcje. Władze wojskowe nie były jednak przychylne jego działalności, gdyż głoszone hasła sugerowały, iż ówczesne zwierzchnictwo nie posiadało cech propagowanych przez Polesińskiego. Po śledztwie w maju 1939 władze wojskowe zakazały zakonowi prowadzenia dalszej działalności. Mimo tego kapitan Polesiński dalej publikował broszury i wygłaszał mowy. Od czerwca 1939 wydawał miesięcznik Krzyż i Miecz, a w kwietniu opublikował Biuletyn Dozbrojenia Moralnego Narodu. Wycofania ze sprzedaży jego broszury Żołnierz polski a żołnierz niemiecki zażądała ambasada Niemiec. Tymczasem jego prelekcji słuchały wielotysięczne tłumy: w Gdyni 2 tys. osób, w Poznaniu 3 tys., w Katowicach 3 tys. na sali i 4 tys. na ulicach, przy głośnikach. Przemawiał także w Wilnie, Toruniu i Bydgoszczy i trzykrotnie w Warszawie.
Po wybuchu II wojny światowej Polesiński został przydzielony do Dowództwa Lotnictwa i OPL Armii „Modlin”, jako oficer sztabu. Kiedy dowództwo przeniosło się na południe, on pozostał w Warszawie. Od 10 września w codziennych audycjach Polskiego Radia przemawiał zaraz po prezydencie Stefanie Starzyńskim. 16 września 1939 wystartował z lotniska mokotowskiego z por. dypl. pil. Ludwikiem Kózką w samolocie R-XIII/D „Lublin” z zadaniem nawiązania łączności z Naczelnym Dowódcą Lotnictwa i OPL w Brześciu n. Bugiem. W okolicach Augustówki samolot został ostrzelany przez niemiecką obronę przeciwlotniczą, po czym lądował w terenie. Obaj ranni lotnicy dostali się do niewoli niemieckiej. Kpt. Polesiński został w stanie ciężkim przewieziony do nieustalonego szpitala, gdzie zmarł w ostatnich dniach września.

## Ordery i odznaczenia
- Srebrny Krzyż Zasługi (22 maja 1939)[7][3]
- Brązowy Medal za Długoletnią Służbę (2 maja 1938)